# Agriocnemis falcifera
Agriocnemis falcifera е вид водно конче от семейство Coenagrionidae. Видът е незастрашен от изчезване.

## Разпространение
Разпространен е в Южна Африка (Източен Кейп, Квазулу-Натал и Лимпопо).